# Mount Rohr
Mount Rohr är ett berg i Kanada.   Det ligger i provinsen British Columbia, i den sydvästra delen av landet, 3 500 km väster om huvudstaden Ottawa. Toppen på Mount Rohr är 2 400 meter över havet, eller 343 meter över den omgivande terrängen. Bredden vid basen är 5,2 km.
Terrängen runt Mount Rohr är bergig söderut, men norrut är den kuperad. Trakten runt Mount Rohr är nära nog obefolkad, med mindre än två invånare per kvadratkilometer.. Det finns inga samhällen i närheten. 
I omgivningarna runt Mount Rohr växer i huvudsak barrskog.